# Kussondulola
Kussondulola ist eine Reggae-Band aus Lissabon.

## Geschichte
Anfang der 1990er Jahre gründeten die drei Angolaner Janelo da Costa (Gesang, Gitarre), Messias Santiago Botelho (Perkussion) und Daddy Bé (eigentlich Carlos Pereira, Bass) die Band in ihrer Wahlheimat Portugal, im Großraum Lissabon (Moita und Amadora). Der Name bedeutet auf Kimbundu „Bewegung“ oder auch „Veränderung“, war aber auch der Name der Ur-Ur-Oma von Janelo, dem Kopf der Band. Ab 1994 erweiterte sich die Band mit weiteren Musikern, die überwiegend ebenfalls angolanischer Abstammung waren oder aus anderen portugiesischsprachigen afrikanischen Staaten stammen: Betinho Feijó (Gitarre), Carlitos Semba (Gitarre), Dom Lanterna (Keyboard), Mike Pemba (Trompete), Litos Graça (Schlagzeug), und Sanguito (Saxofon). Später kamen noch Nando (Schlagzeug) und Múcio Sá (Gitarre) zum Bandkollektiv. Die musikalische Ausrichtung waren Roots-Reggae und Dancehall-Reggaevarianten, angereichert mit Einflüssen afrikanischer, speziell angolanischer traditioneller Musik.
Sie waren die erste reine Reggae-Band in Portugal, die regelmäßig Konzerte gab und offensiv mit Reggae-affiner Symbolik und Rhetorik auftrat. Nach zahlreichen Konzerten nahm EMI / Valentim de Carvalho sie noch 1994 unter Vertrag. Nach der Veröffentlichung ihres Debütalbums 1995 nahm ihre Bekanntheit stark zu und sie spielten regelmäßig in Portugal und Spanien, hier vor allem in Galicien, wo sie regelmäßige Gäste der Fernsehsendung „A Cantar con Xabarin“ wurden und ein Lied auf Galicisch mit passendem Videoclip aufnahmen. Ihr zweites Album wurde in der Folge auch in Spanien veröffentlicht. Auch auf großen Festivals in Portugal traten sie auf, z. B. in Vilar de Mouros und auf der Festa do Avante!.
Die folgenden Alben wurden zunehmend weniger eingängig, die Einflüsse afrikanischer und speziell angolanischer Musik nahmen zu, und sowohl Texte als auch Auftreten der Band wurden weniger unbeschwert. Gründungsmitglied Messias hatte die Band 1999 verlassen und gründete Mercado Negro. Die Band mit ihrem erweiterten Kollektiv von befreundeten Künstlern, DJs und Musikern ist weiterhin aktiv, doch weniger präsent in der Öffentlichkeit. So ist ihre Internet-Adresse (kussondulola.com) nicht mehr aktiv, und ihre Auftritte sind seltener geworden.

## Rezeption
Die Band bewegt sich nach eigener Aussage im geografisch-kulturellen Dreieck Angola-Portugal-Jamaika. Dieser Stil war Anfang der 1990er Jahre für eine relativ große Hörerschicht zugänglich, da die Texte auf Portugiesisch geschrieben sind und Themen wie Frieden, Menschlichkeit und den Wunsch nach Verständigung und einer intakten Umwelt und Gesellschaft behandeln. Der fröhliche, damals in der breiten Öffentlichkeit in Portugal noch nicht allgegenwärtige Reggae-Rhythmus, und das entsprechende Auftreten der Band erregten Aufmerksamkeit: das internationale, gleichzeitig neuartige und vertraute Auftreten und die unbeschwerte Stimmung der Band, dazu die hoffnungsvollen Nachrichten über den beendeten, jahrzehntealten Bürgerkrieg in Angola, ein Land, zu dem Portugal eine historisch enge Beziehung hat, waren einige der Gründe für die hohe Akzeptanz und das relativ große Interesse an der Band. Nach dem Auftreten weiterer Reggae-Bands und der zeitgleichen Weiterentwicklung Kussondulola weg vom reinen Reggae, aber auch dem massiven Erscheinen anderer, moderner Musik aus Angola (Kuduro, Kizomba), hat sich das Interesse der breiten Öffentlichkeit verschoben, verstärkt durch eine thematisch stärkere Ausrichtung der Band nach betont afrikanischen Themen. Kussondulola steht damit gegen aktuellere Trends sowohl in Portugal als auch aus Angola selbst, und ihre eigenständige Orientierung abseits eines Massenmarktes trat somit immer stärker zutage. In Angola selbst sind sie recht bekannt, jedoch ohne als Trendsetter zu gelten im aktuellen urbanen Musikgeschehen. In der internationalen Reggae-Szene wiederum sind sie zwar anerkannt, konnten jedoch keine größere Bekanntheit erreichen, bedingt durch Sprachbarrieren und dem Ausbleiben eines planmäßigen internationalen Vertriebes.

## Diskografie
- 1995: Tá-se bem
- 1998: Baza não baza
- 2001: Amor é... bué
- 2002: Vive! Tens de viver (live)
- 2004: Cumué? (Best of)
- 2005: Survivor
- 2006: Guerrilheiro
- 2007: Mayombe 4CD-Box (mit neuem Album Madié, dem Weihnachtsalbum Natalício, und Live-Aufnahmen inkl.DVD)
- 2010: Amaakamka